# Genova (periodico 1642-1684)
Il Genova è stato il titolo di una gazzetta pubblicata a Genova dal 1642 al 1684. È stato il secondo periodico in assoluto apparso nella città ligure.

## Storia
Quando apparve, esisteva già un'altra gazzetta a Genova, fondata nel 1639. Recava nella testata il nome della città. In quel periodo la Repubblica di Genova cercava di mantenersi neutrale tra le due maggiori potenze militari dell'epoca, il Regno di Francia e il Regno di Spagna. Nel  1639 il Doge Agostino Pallavicini aveva concesso il privilegio di pubblicare a un novellista di parte spagnola come Michele Castelli. 
Nel 1642 autorizzò la pubblicazione di una gazzetta filo-francese, compilata da Alessandro Botticelli. Il periodico iniziò le pubblicazioni prima dell'aprile 1642 con il titolo Di Genova, che fu mantenuto fino al 9 luglio 1644. A partire da quell'anno fu intitolato semplicemente Genova. Pubblicato a cadenza settimanale, usciva il sabato. Il tipografo fu Giovanni Maria Farroni. Farroni stampò la gazzetta dal primo numero fino al 25 novembre 1656, allorquando fu rinchiuso in carcere. 
Botticelli lasciò il periodico nel 1646: in quell'anno venne sostituito da Luca Assarino, anch'egli di simpatie filo-francesi.
Così l'Assarino si presentò ai suoi lettori:
scrive è un’huomo e che, passando la verità de’ successi per tanti canali d’inchiostro quante sono le penne, che da diverse parti del mondo volano a versarne qui le notitie, non è maraviglia ch’ella talvolta giunga macchiata di nero, e con qualche scapito del natural candore.
Chi scrive non si scorderà delle sue obbligationi; chi legge non si scordi della gentilezza»
(«Genova», 1646.)
Assarino fu un innovatore: nel numero del 21 marzo 1648 decise di dare un nome proprio alla gazzetta: da quel giorno uscì con il titolo «Il Sincero».

Nel 1655 Alessandro Botticelli fu riaccolto in redazione; lavorò al «Sincero» per altri dieci anni, fino al 1665 . Egli rimase, quindi, anche dopo la partenza di Assarino (1660). Assunta nuovamente la direzione della gazzetta ne modificò il titolo in «Genova. Il Botticelli».
Le gazzette a stampa erano sottoposte al vaglio degli Inquisitori di Stato e potevano uscire solamente dietro autorizzazione preventiva.
 
Un decreto del 19 luglio 1656 confermava per i novellisti l'obbligo sia dell'Imprimatur ("si stampi") che del Publicetur ("si diffonda [presso il pubblico]"). L'8 gennaio 1657 un nuovo decreto ammonì i novellisti a non emettere giudizi né a fare pronostici sulle azioni dei Principi.
Il 7 gennaio 1682 i Serenissimi Collegi stabilirono «che per l'avvenire non si diano più in questa città novellari alla stampa». L'attività della gazzetta cessò. Si conoscono peraltro due numeri isolati, stampati nel 1684.
La raccolta della gazzetta di Botticelli-Assarino è conservata nell'Archivio di Stato di Genova, rilegata in due volumi. L'ultima copia conosciuta reca la data del 29 luglio 1684.

## Cronologia degli stampatori della gazzetta
- 1642 - 1656: Giovanni Maria Farroni
- 12 gennaio - 26 ottobre 1658: Pier Giovanni Calenzani e Francesco Meschini[6],
- 2 novembre 1658 - 26 luglio 1659: Pier Giovanni Calenzani,
- 9 agosto 1659 - 17 giugno 1662: Francesco Meschini,
- dal 24 giugno 1662: Giovanni Ambrosio De’ Vincenti,
- da gennaio 1665: Gerolamo Marino e Benedetto Celle,
- da gennaio 1666 ad agosto 1669: Gerolamo Marino,
- da settembre 1669 all'11 luglio 1671: senza indicazioni tipografiche,
- dal 18 luglio 1671 al 21 luglio 1674: Eredi del Calenzani,
- numeri successivi: senza indicazioni tipografiche.